# Кумфельдт, Торстен
Карл Торстен Кумфельдт (швед. Karl Torsten Kumfeldt; 4 января 1886, Эребру — 2 мая 1966, Стокгольм) — шведский ватерполист (вратарь) и пловец, призёр летних Олимпийских игр.
Кумфельдт трижды входил в состав Олимпийской сборной Швеции, которая стала серебряным призёром игр 1912 в Стокгольме и бронзовым 1908 в Лондоне и 1920 в Антверпене. Также, на своих первых соревнованиях он участвовал в заплыве на 200 м брассом, но остановился на первом раунде.